# Munice (Hluboká nad Vltavou)
Munice (číslo pomnožné) jsou vesnice a část města Hluboká nad Vltavou v okrese České Budějovice v Jihočeském kraji. Leží na silnici z Hluboké do Zlivi, přibližně jeden kilometr západně od konce zástavby Hluboké. Vesnicí protéká Munický potok napájející Munický rybník. Na části katastrálního území je evropsky významná lokalita Hlubocké obory. Ve vsi je vesnická památková zóna.

## Historie

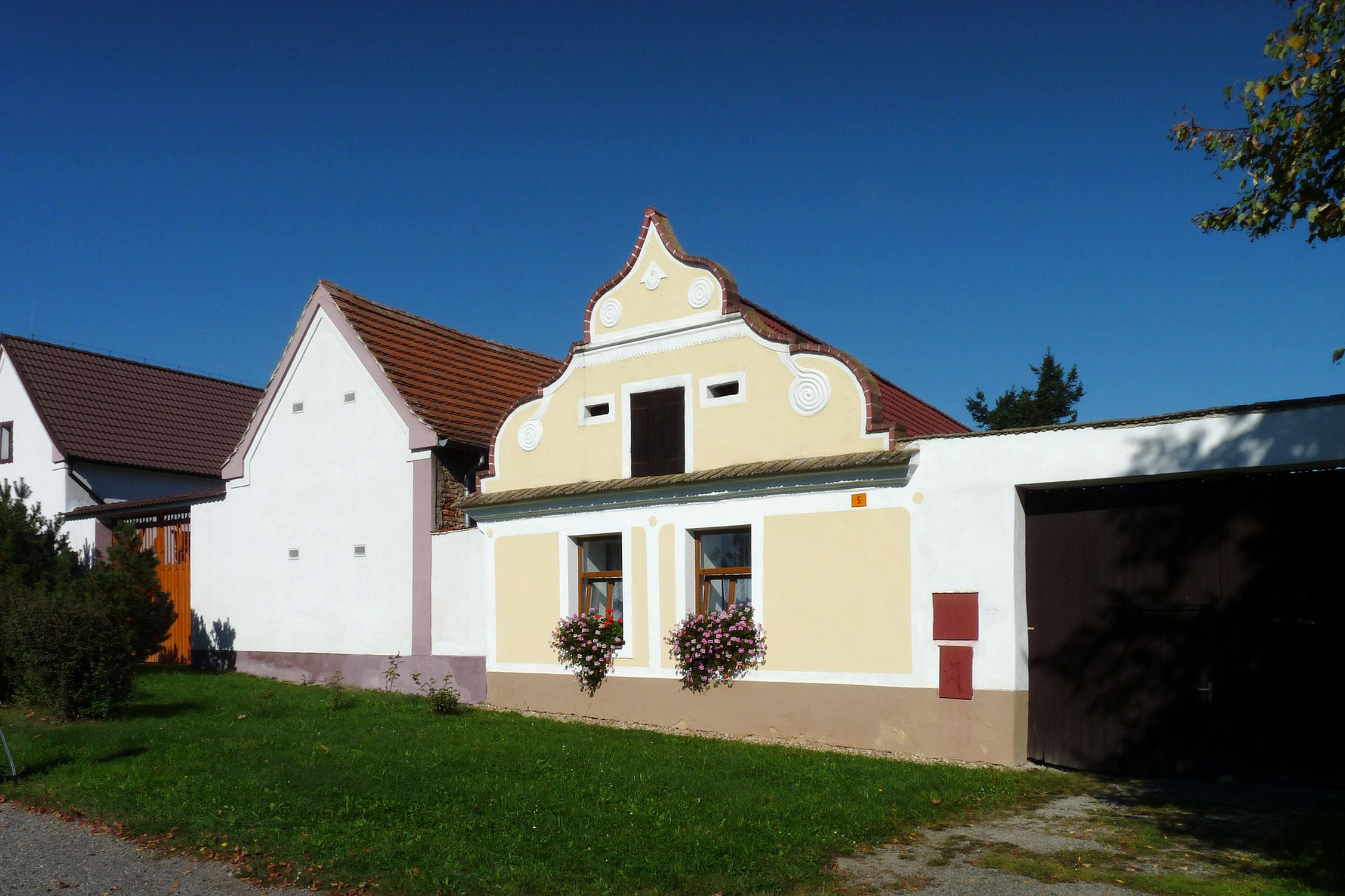
Selské baroko – stavení čp. 5

Ottův slovník tvrdí, že ves Munice a s ní spojený rod Municů (též Munice, Municové) jsou připomínány již v jedenáctém století. První písemná zmínka o vesnici pochází až z roku 1384. V osadě se dochovaly stavby ve stylu selského baroka, novorománská kaple na návsi.

## Obyvatelstvo
| Rok            | 1869 | 1880 | 1890 | 1900 | 1910 | 1921 | 1930 | 1950 | 1961 | 1970 | 1980 | 1991 | 2001 | 2011 | 2021 |
| -------------- | ---- | ---- | ---- | ---- | ---- | ---- | ---- | ---- | ---- | ---- | ---- | ---- | ---- | ---- | ---- |
| Počet obyvatel | 210  | 238  | 236  | 194  | 257  | 238  | 234  | 142  | 116  | 137  | 231  | 202  | 200  | 214  | 196  |
| Počet domů     | 32   | 30   | 29   | 32   | 31   | 32   | 36   | 40   | 32   | 33   | 55   | 66   | 69   | 71   | 71   |

## Obecní správa
V letech 1850–1867 byly Munice součástí obce Zliv. Poté byly samostatnou obcí až do 14. června 1964, kdy byly připojeny k Hluboké nad Vltavou.

## Pamětihodnosti
- Usedlosti čp. 19, 20 a 23
- Kaple na návsi
- Hasičská zbrojnice
- Kamenná studna
- Křížky